# 刻目突带纹土器

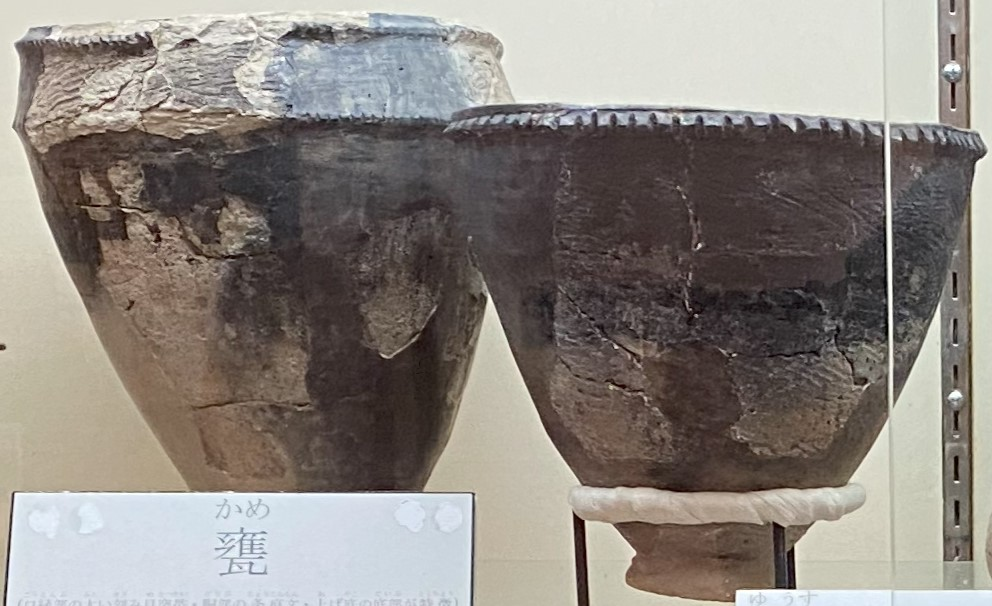
板付遗址出土弥生早期（前10世纪）的夜臼式瓮

刻目突带纹陶器（日语：刻目突帯文土器），或译为叠唇花边口沿陶器，是一种弥生早期（前10世纪）分布于西日本的陶器。这一时期的陶瓮会在口沿上额外施加了一条刻目突带，有的瓮还会在腹部上方呈“く”字形，再施加一条刻目突带。“刻目”即有缺口的意思。突带只出现在瓮上，因此狭义的刻目突带陶器仅指瓮，广义上则指所有同一时期的陶器，包括浅钵以及壶，尽管上面没有突带。
这种陶器在日本主要分布于九州北部，包括较早的“山之寺式”和较晚的“夜臼式”，曾被划分为绳文晚期。但1978年后，多次发现这一时期的水田以及其他与稻作相关的遗迹，而水田稻作是区分绳文和弥生两个时代的标志。因此现在一般将这时期划分为弥生早期。

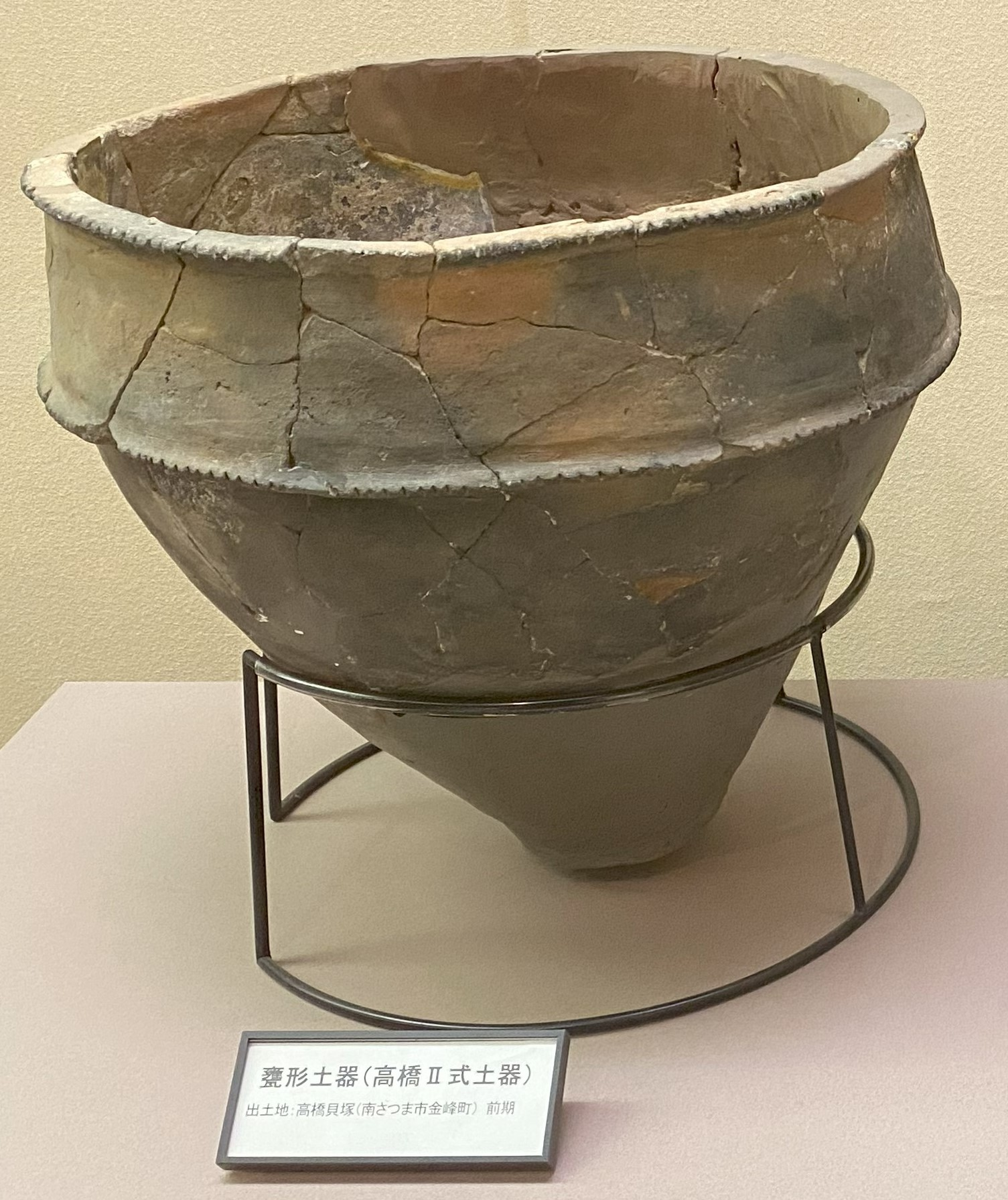
高桥贝塚出土弥生前期（前6-前3世纪）高桥II式瓮

日本考古学家认为，刻目突带纹陶器是由本地传统的绳纹陶器发展而来的。进入弥生时代后，日本就出现了两类陶器，一类是从朝鲜半岛外来的“弥生系”，一类是本地的“绳文系”。弥生系陶器不仅包括不同的瓮，还有新的器型，如壶、豆、瓮盖等，在弥生前期迅速传播到了整个西日本，即“远贺川式陶器”；而刻目突带瓮属于本地绳文系陶器，从绳文时代的深钵演变而来，并没有随着弥生时代的到来而消失，而是在弥生前期继续使用，尤其在九州岛西部和南部地区，到了弥生中期形成了各式各样的瓮。
1990年代开始，在朝鲜半岛的河南渼沙里遗址等遗址也发现了刻目突带纹陶器。碳14测得年代大约在前15-前10世纪。韩国考古学家认为日本的刻目突带纹陶器的起源与朝鲜半岛的有关。但朝鲜半岛的刻目突带纹陶器，无论是外观还是陶器组合，都与日本的不同，因此韩国考古学家主张在弥生早期渡来人有不多，朝鲜半岛的影响仅停留在陶器的装饰上。

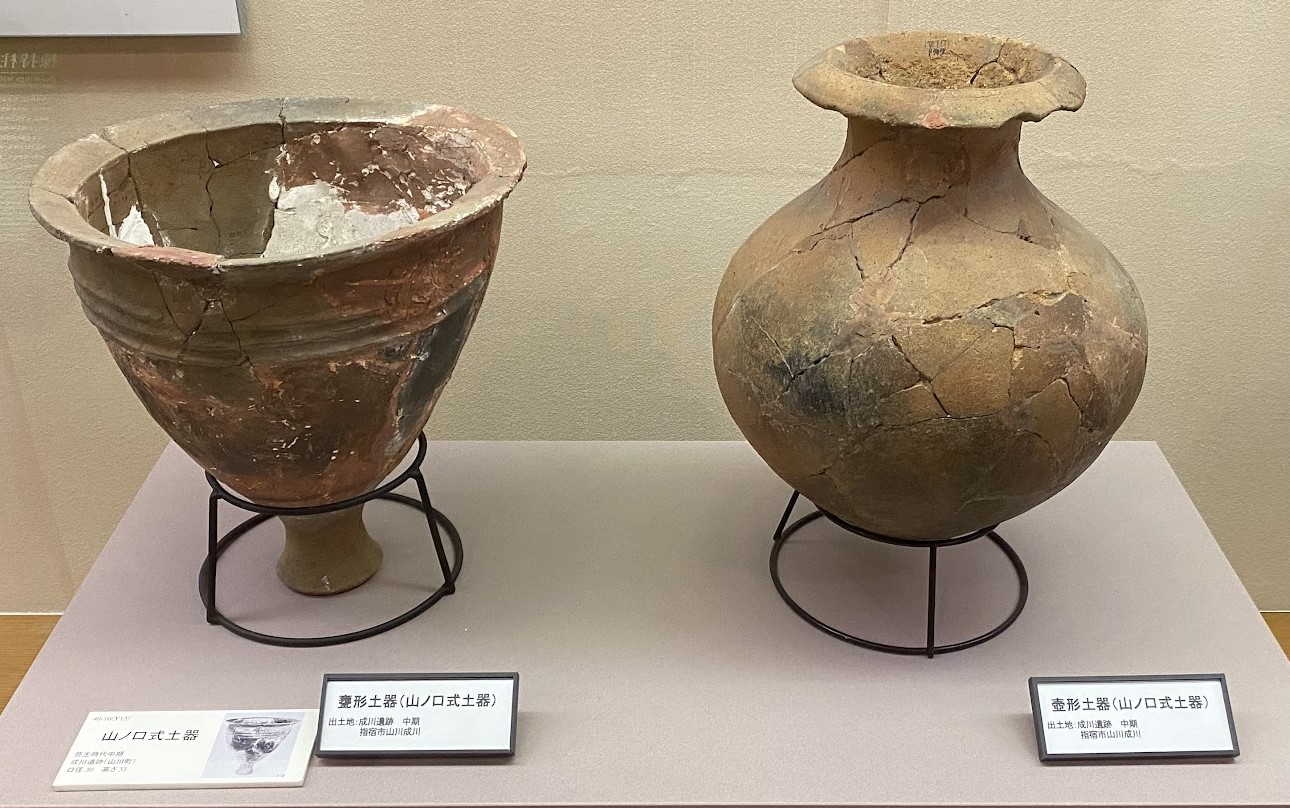
左侧的成川遗址出土弥生中期后半（前1世纪）的山之口II式陶瓮便是从刻目突带纹陶器演变而来：刻目消失，腹部的突带变成多条，足部变高。